# Caradrina chlorotica
Caradrina chlorotica là một loài bướm đêm trong họ Noctuidae.